# Middle East Airlines

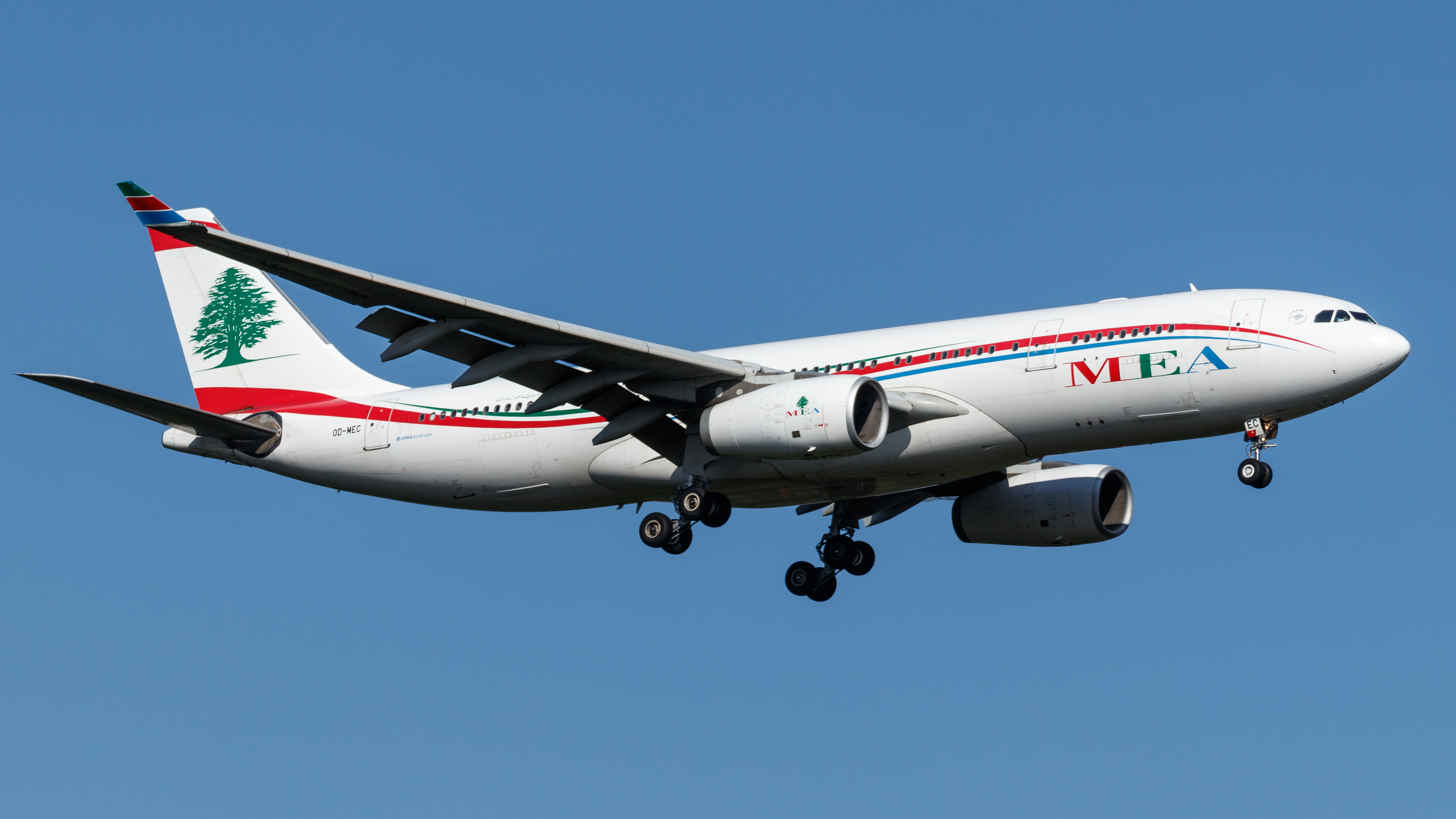
Airbus A330-200 w barwach MEA

Middle East Airlines – libańska narodowa linia lotnicza z siedzibą w Bejrucie. Głównym hubem jest port lotniczy Bejrut. Należy do sojuszu SkyTeam.
Agencja ratingowa Skytrax przyznała liniom trzy gwiazdki.

## Flota
Według stanu na lipiec 2025 flota MEA składała się z 21 samolotów o średnim wieku 9,9 lat:
| Samolot         | Samolot | Samolot   | Liczba miejsc | Liczba miejsc | Liczba miejsc | Uwagi |
| Model           | Aktywne | Zamówione | B             | E             | Łącznie       | Uwagi |
| --------------- | ------- | --------- | ------------- | ------------- | ------------- | ----- |
| Airbus A320-200 | 7       | –         | 24            | 102           | 126           |       |
| Airbus A321neo  | 10      | –         | 28            | 132           | 160           |       |
| Airbus A330-200 | 4       | –         | 44            | 200           | 244           |       |
| Łącznie         | 21      | 0         |               |               |               |       |

W przeszłości linia wykorzystywała także samoloty Airbus A300, Airbus A310 i Boeing 747.

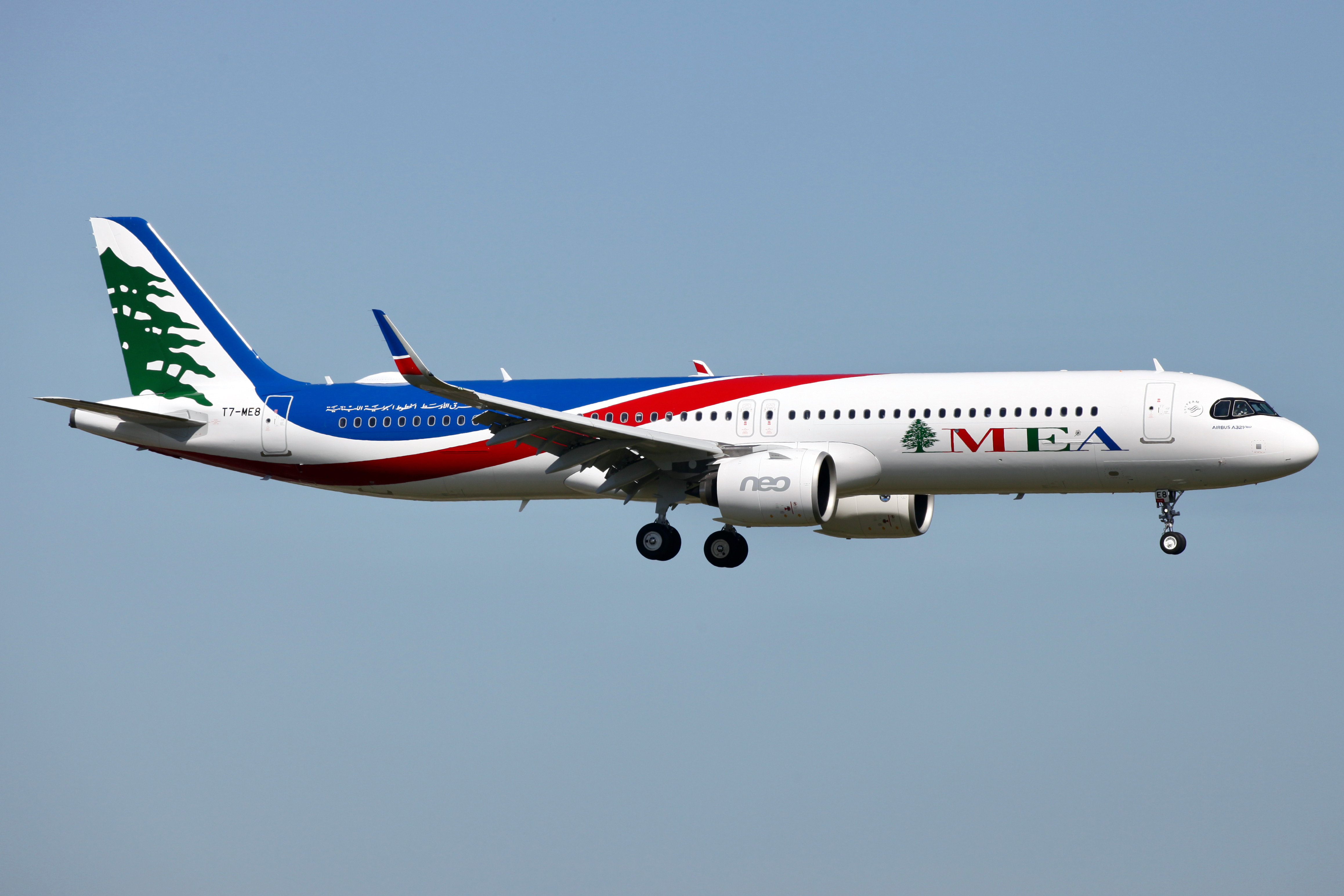
Airbus A321neo MEA lądujący na lotnisku Londyn-Heathrow

## Połączenia
Według stanu na 2025 przewoźnik realizował bezpośrednie połączenia do 33 portów lotniczych w 23 krajach regionu Bliskiego Wschodu, Europy Zachodniej i Południowej oraz Afryki Zachodniej.